# ULTRA FLY
「ULTRA FLY」（ウルトラ・フライ）は、宮野真守の8枚目のシングル。2012年11月14日にキングレコードから発売された。

## 概要
前作「DREAM FIGHTER」から約1年ぶりのリリースとなるシングル。表題曲は、 特撮テレビドラマ『ウルトラマン列伝』第6クールのオープニングテーマに起用されたロック色の強い曲で、作詞は前作に引き続き宮野が手掛けている。前作が「夢を目指す者への歌」だったのに対し、今作は「自分自身の戦い」というテーマが込められており、どれだけ苦しい状況に置かれても前に突き進むという内容になっている。なおDVDは同梱されていないもののPVは作成されており、光を使った「不思議な空間」内容に仕上がっている。
2曲目の「IT'S THE TIME」は、STYとの事前の話し合いでは80年代風のディスコ調の曲するというところから始まったが、最終的にはダブステップを取り入れたダンスナンバーに仕上がった。
3曲目の「GOLDEN NIGHT」は、バンドサウンドを取り入れた曲。歌詞は、2人が一夜を過ごすアダルティーな内容になっている。

## 収録曲
1. ULTRA FLY [3:58]
作詞：宮野真守、作曲：小山寿、編曲：高橋浩一郎
特撮テレビドラマ『ウルトラマン列伝』オープニングテーマ
2. IT'S THE TIME [3:31]
作詞・作曲・編曲：STY
3. GOLDEN NIGHT [5:02]
作詞：ucio、作曲・編曲：TSUGE

## 収録アルバム
| 曲名         | 収録作品名  | 発売日        | 備考                                 |
| ------------ | ----------- | ------------- | ------------------------------------ |
| ULTRA FLY    | 『PASSAGE』 | 2013年9月18日 |                                      |
| GOLDEN NIGHT | 『PASSAGE』 | 2013年9月18日 | GOLDEN NIGHT -futuremix-として収録。 |